# Kossouka
Kossouka est une commune rurale et le chef-lieu du département homonyme de Kossouka dans la province du Yatenga de la région Nord au Burkina Faso.

## Géographie
Kossouka est situé à environ 70 km au sud-est de Ouahigouya, la grande ville régionale, et à 9 km au sud-est de Séguénéga. La ville est traversée par la route nationale 15.

## Santé et éducation
Kossouka accueille un centre de santé et de promotion sociale (CSPS) tandis que le centre médical avec antenne chirurgicale (CMA) de la province se trouve à Séguénéga.
Kossouka possède plusieurs écoles primaires publiques ainsi qu'un collège d'enseignement général (CEG) devenu lycée départemental en 2012.